# Horostjärnarna (Lima socken, Dalarna, 676976-137333)
Horostjärnarna är en sjö i Malung-Sälens kommun i Dalarna och ingår i Dalälvens huvudavrinningsområde.